# Willowmore
Willowmore ist eine Stadt in der Gemeinde Dr Beyers Naudé, Bezirk Sarah Baartman, Provinz Ostkap in Südafrika. Sie liegt im Kreuzungsbereich der Straßen N9 und R329, 264 Kilometer von Gqeberha und 85 Kilometer von Plettenberg Bay entfernt. Die Stadt ist Sitz der Gemeindeverwaltung. 2011 hatte sie 7.678 Einwohner.
Benannt ist die 1864 gegründete Stadt nach dem Besitzer der Farm, auf deren Grund sie errichtet wurde, William Moore. Sie weist heute noch viele historische Bauwerke aus der Gründungszeit auf.

## Söhne und Töchter der Stadt
- Johannes Gerhardus Strijdom (1893–1958), ehemaliger Premierminister der Südafrikanischen Union